# 망양돈대
망양돈대(望洋墩臺)는 인천광역시 강화군 내가면에 있는 돈대이다. 1999년 3월 29일 인천광역시의 기념물 제37호로 지정되었다.

## 현지 안내문
돈대는 해안가나 접경 지역에 쌓은 소규모 관측·방어시설이다. 병사들이 돈대 안에서 경계근무를 서며 외적의 척후 활동을 비롯한 각종 수상한 정황을 살피고 대처한다. 적이 침략할 때는 돈대 안에 비치된 무기로 방어전을 펼친다. 1679년(숙종 5) 5월에 완성된 48돈대에 이후 5개 돈대가 추가로 지어졌다. 48돈대는 황해도·강원도·함경도 승군 8,900명과 어영청 소속 어영군 4,262명이 80일 정도 걸려서 쌓았다. 돈대 축조를 기획하고 감독한 이는 병조판서 김석주였고 실무 총괄은 강화유수 윤이제였다. 망양돈대는 1679년(숙종 5)에 쌓은 48돈대 가운데 하나로 건평돈대·삼암돈대·석각돈대와 함께 정포보에 속했다. 방형 구조로 둘레가 130m, 석벽의 높이는 300~340㎝이다. 동쪽으로 외포리 항이 있고 바로 아래 삼별초항몽유허비가 있다. 남쪽은 급경사로 거의 절벽에 가깝다.

## 참고 문헌
- 이 문서에는 다음커뮤니케이션(현 카카오)에서 GFDL 또는 CC-SA 라이선스로 배포한 글로벌 세계대백과사전의 내용을 기초로 작성된 글이 포함되어 있습니다.

## 참고 자료
- 망양돈대 - 국가유산청 국가유산포털